# Servië op het Eurovisiesongfestival 2016

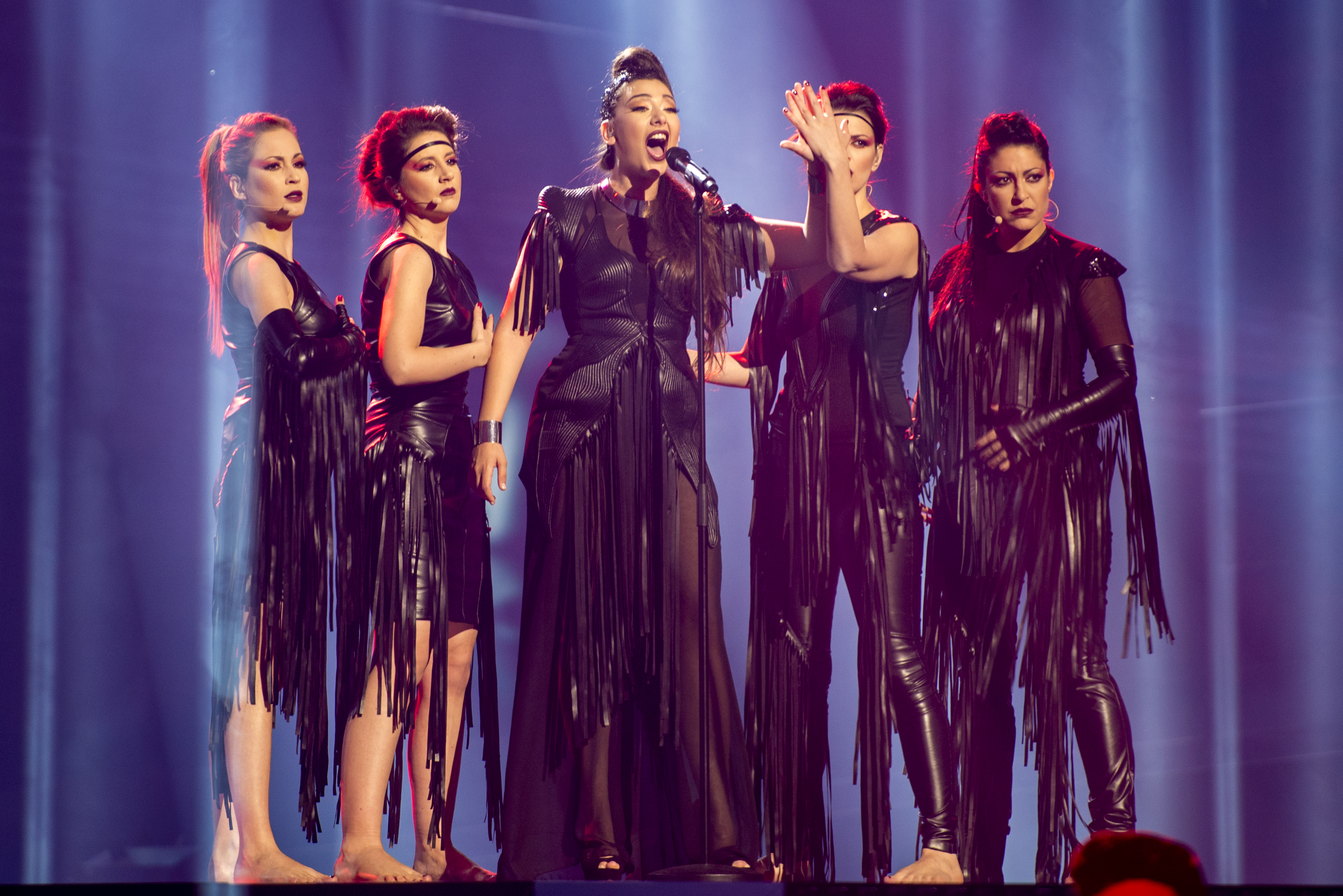
Sanja tijdens de repetities in Stockholm.

Servië nam deel aan het Eurovisiesongfestival 2016 in Stockholm, Zweden. Het was de negende deelname van het land op het Eurovisiesongfestival. De RTS was verantwoordelijk voor de Servische bijdrage voor de editie van 2016.

## Selectieprocedure
De Servische openbare omroep RTS bevestigde op 9 november 2015 te zullen deelnemen aan het Eurovisiesongfestival van 2016. Een nationale voorronde werd niet georganiseerd; in plaats daarvan verliep de selectie voor de Servische inzending geheel intern. Op 5 maart 2016 werd bevestigd dat zangeres Sanja Vučić naar het songfestival zou worden afgevaardigd. Het Servische lied voor Stockholm, getiteld Goodbye (shelter), werd op 12 maart gepresenteerd aan het grote publiek.

## In Stockholm
Servië trad in Stockholm aan in de tweede halve finale. Sanja Vučić was als zesde van achttien acts aan de beurt, net na Ivan uit Wit-Rusland en gevolgd door Nicky Byrne uit Ierland. Servië werd tiende met 105 punten, waarmee het doorging naar de finale.
In de finale trad Vučić als vijftiende van de 26 acts aan. Ze eindigde uiteindelijk met 115 punten op de 18de plaats. Bij de televoting kreeg de Servische inzending van zes landen het maximum van 12 punten.
2007 · 2008 · 2009 · 2010 · 2011 · 2012 · 2013 · 2014 · 2015 · 2016 · 2017 · 2018 · 2019 · 2020 · 2021 · 2022 · 2023 · 2024 · 2025
Albanië · Armenië · Australië · Azerbeidzjan · België · Bosnië en Herzegovina · Bulgarije · Cyprus · Denemarken · Duitsland · Estland · Finland · Frankrijk · Georgië · Griekenland · Hongarije · Ierland · IJsland · Israël · Italië · Kroatië · Letland · Litouwen · Macedonië · Malta · Moldavië · Montenegro · Nederland · Noorwegen · Oekraïne · Oostenrijk · Polen · Rusland · San Marino · Servië · Slovenië · Spanje · Tsjechië · Verenigd Koninkrijk · Wit-Rusland · Zweden · Zwitserland